# Котяча акула-ізак звичайна
Котяча акула-ізак звичайна (Holohalaelurus regani) — акула з роду Африканська котяча акула родини Котячі акули. Інша назва «котяча акула Рігана» (на честь британського іхтіолога Чарльза Тейта Рігана).

## Опис
Загальна довжина досягає 69 см. Спостерігається статевий диморфізм: самці набагато більше за самиць, що є нехарактерним для котячих акул. Голова дуже широка. Морда округла. Очі помірного розміру, овальні, горизонтальної форми з мигальною перетинкою. Зіниці щілиноподібні. Очі розташовані високо на голові. За ними є невеличкі бризкальця. Під очима присутні щічні горбики. Ніздрі розташовані відносно широко, мають трикутні довгі носові клапани. Губні борозни та ніздряні канавки відсутні. Рот широкий. Зуби помірно великі, з 2-3 верхівками. При цьому центральна є високою, шилоподібною, бокові — маленькі. На нижній щелепі розміщено в середньому 60 робочих зубів, на верхній — 65. У неї 5 пар коротких зябрових щілин. Тулуб витягнутий, гладкий (товстий). Шкіра товста, на дотик груба. Луска добре кальцинована, по всьому тілу почергово міститься дрібна та велика луска. Грудні плавці розвинені, широкі. Має 2 спинних плавця, з яких задній дещо більше за передній. Передній спинний плавець розташовано позаду черевних плавців. Черевні плавці широкі, низькі. Задній спинний плавець розташовано позаду анального плавця. Анальний плавець широкий, низький. Хвостовий плавець вузький, гетероцеркальний.
Забарвлення світло-коричневе. На спині та боках присутні візерунки з темно-коричневих і світлих ліній та плям. На нижній стороні голови й парних плавців є темні цяточки. У молодих особин присутні на череві білі плямочки, що з віком щезають.

## Спосіб життя
Тримається на глибинах від 40 до 910 м (зазвичай від 100 до 500 м), на континентальному шельфі. У випадку небезпеки здатна ховати голову під хвоста, утворюючи щось на кшталт кільця. Доволі рухлива акула, активна переважно вночі. Живиться переважно кальмарами, крабами, креветками, лангустами, а також дрібною костистою рибою.
Статева зрілість у самців настає при розмірах 50—54 см, самиць — 38—45 см. Це яйцекладна акула. Самиця відкладає 2 яйця у капсулі завдовжки 3,6—4,3 см та завширшки 1,2—1,5 см. В кутах яєць є довгі вусики, якими чіпляється до водоростей або ґрунту.
Не є об'єктом промислового вилову.

## Розповсюдження
Мешкає уздовж узбережжя Намібії та ПАР. Особливо багато цієї акули в області Голкової банки, 250 км південніше мису Голкового.